# Килик (митология)
Вижте пояснителната страница за други значения на Килик.
Килик е персонаж от древногръцката митология. Син на Агенор и Телефаса (или Финикс и Касиопея). Според някои е син на брата на Агенор – Кадъм.
Отправил се да търси Европа (инак страната на залязващото слънце), но безуспешно. Нарича завладяната от него земя по реката Пирама – Киликия, т.е. низината Чукурова. Преди това жителите ѝ се наричали гипахеи. Според Евхемер, властелинът на Киликия е победен от Зевс. Негови деца са Тасос и Фива.